# Paramount Pictures
 (транскр.  Парамаунт пикчерс) амерички је филмски студио у Лос Анђелесу. Пети је филмски студио по старости на свету, као и други најстарији у САД. Спада у „великих пет” филмских студија лоцираних у Холивуду.
Године 1916. филмски продуцент Адолф Цукор контактирао је 22. глумаца и глумица како би их почаствовао са звездицом на логоу, они ће касније такође постати „прве звезде” студија. Године 2014. постао је први већи студио у Холивуду који који дистрибутира само дигитални облик.